# クラブイピコデサンティアゴ競馬場
クラブイピコデサンティアゴ競馬場（Club Hípico de Santiago Racecource）はチリ共和国の首都・サンティアゴに位置する競馬場である。コースはアメリカ大陸では珍しい右回りであり、芝1周2400メートル、ダートは外回りが1周2100メートル、内回りが1周1700メートル。

## 主なG1競走
以下はサンティアゴ競馬場で行われる主なG1競走。
- クルブ・イピコ・デ・サンティアゴ・ファラベラ・ブリーダーズカップ（芝2000m、3歳以上）
- アルベルト・バイアル・インファンテ賞（芝1600m、2歳）
- リカルド・リヨン・ペーニャ・ナショナル賞（芝1600m、2歳牝馬）
- ポラ・デ・ポトランカス賞（芝1700m、3歳牝馬）
- ポラ・デ・ポトリリョス賞（芝1700m、3歳牝馬）
- ナシオナル・リカルド・リオン賞（芝2000m、3歳）
- エル・エンサージョ・メガ賞（芝2400m、3歳）
- ラスオークス（芝2000m、3歳牝馬）

## 世界レコード
芝2000mの世界レコードは、1999年9月26日にクラブイピコデサンティアゴ競馬場で行われたG1・ナシオナル・リカルド・リオン賞でクリスタルハウスが記録した1分55秒4であるとされていた。しかし、2023年の天皇賞（秋）において、イクイノックスは芝2000mを1分55秒2で走破したため、世界レコードを0.2秒縮め、世界レコード保持者となった。